# 愛犬とごちそう
『愛犬とごちそう』（原題：Feast ）は、2014年のアメリカ合衆国のコンピュータアニメーション・ロマンティック・コメディ映画である。パトリック・オズボーンの初監督作品。
長編作品『ベイマックス』と同時上映された。

## あらすじ
少年が道端でくれたフライドポテトに釣られて拾われ、飼われるようになったボストン・テリアの仔犬・ウィンストンは、飼い主が好きなピザやトルティーヤ・チップス、ポップコーンといったジャンクフードを与えられて育ったので、ジャンクフードが大好物。
だが、大人になった飼い主の男性がレストランでウエイトレスをしている女性と恋に落ちたことを機に、ウィンストンの食生活は一変する。男性は、野菜しか食べない女性に合わせて、野菜中心の食生活になり、ウィンストンにはジャンクフードを与えなくなってしまった。ウィンストンは、女性が自分のドッグフードにいつもパセリを乗せるたびに、イライラしていた。
しかし、飼い主と女性が破局。男性は本当はずっと食べたかったのにガマンしてきたジャンクフードを再び食べるようになり、おかげでウィンストンも再び大好きなジャンクフードが食べられるようになる。
しかし男性は女性に未練があり、ジャンクフードを食べても、心は晴れない。ピザに乗っていたパセリをつまんで見つめ、憔悴しきった飼い主の顔を見ていたウィンストンは、そのパセリを飼い主の指先から奪い、そのまま家の外へ飛び出し、レストランにいる女性のもとへ走る。ウィンストンの後を追いかけて来た男性と女性は、そこで仲直りし結婚した。
新生活では、やはり女性に合わせた食生活であるため、ジャンクフードが食べられないウィンストンだったが、飼い主の男性が幸せならそれでいいという気持ちだった。
ところが月日は流れ、夫婦の間に子供が生まれる。それをきっかっけに野菜だけにこだわらない肉料理やお菓子なども出る食生活に変化し、ウィンストンも再びジャンクフードも食べられるようになって大喜びするのだった。

## 製作
本作は、ディズニー・アニメーション・スタジオ内の全社員から短編のアイデアを募り、社内コンペを経て誕生した。パトリック・オズボーンはこれまでに『ボルト』、『塔の上のラプンツェル』、『シュガー・ラッシュ』、『紙ひこうき』にアニメーターとして参加し、『ベイマックス』ではアニメーション・チーフを務めていたが、監督を務めるのは本作が初めてとなる。
オズボーンは、キャラクターのデザインをシンプルで美しいものにすることで、観客がストーリーに集中できるように配慮して製作したと語っている。

## 受賞
- 第6回3D Creative Arts Awards
  - Best 3D Animated Short/Narrative
- 第42回アニー賞
  - 短編アニメーション賞[7]
- 第87回アカデミー賞
  - アカデミー短編アニメ賞[8]